# عبد الله بن أبى بكر العصنوني
عبد الله بن أبى بكر العصنوني من أشهر القضاة ببلاد المغرب الأوسط في عهد دولة بني زيان وكان إستفراره بتلمسان وسرعان ما لجأ إلى توات بعد الإضطرابات السياسية التي حدثت في عهد المتوكل.تعتبر عائلة العصنوني من أهم العائلات، والتي ساهمت بشكل كبيرفي نشر الثقافة الأسلامية في «توات»، وكذلك قام علماؤها بنشر الديانة الإسلامية خارج حدود الدولة، خصوصا في بلاد السودان الغربي، وهذا ما أكده صاحب كتاب درة الحجال في أسماء الرجال، لما تحدث عن الشيخ سيدي سالم العصنوني

## حياته

### اسمه ونسبه
عبد الله العصنوني بن أبي بكر بن عثمان من أحفاد العباس بن موسى الكاضم بن جعفر الصادق بن محمد الباقر بن علي زين العابدين بن الحسين بن علي.
أحال على تقاييد مخطوطة بالخزانة البكرية بـ«تمنطيط»، وقد قال الشيخ سيدي البكري بن عبد الكريم بن البكري: ولا شك أن شهداء الرسم عرفوا وتحققوا، أن هذا النسب الكريم صحيح لا ريب فيه، وهو نسب الشيخ المبارك الناسك العابد الزاهد الفقيه العالم العلاّمة، القدوة الفهامة، سيدي عبد الله بن أبي بكر، وأخيه سيدي أمحمد، وأولادهما، وأعمامهما، ومن تفرع منهم كما في الرسم أعلاه، وفي تاريخ 775 هجري عبد الله تعالى أحمد بن غانم الهواري، وأمضاه القاضي علي بن عبد الله بن منصور الشريف الحسني، والإمام العلاّمة الأفضل سيدي أبو عبد الله محمد بن سعيد بن عبدون السيفي، والقاضي سيد محمد بن سعيد العقباني، عام 778هـ - 1376م والقاضي سيدي أحمد بن محمد القرموني التلمساني، وسيدي يحي الفلاني، وسيدي محمد بن محمد الفلاني، وسيدي أحمد بن يحي القشطولي، والمرابط سيدي يحي بن تفدين المانجلاتي، والسيد أبو يحي بن عبد الله بن علي بن خنوش القفصي، وأحمد بن علي، وسيدي عبد الله بن معروف، وسيدي محمد بن عبد الله، وسيدي سليمان بن خليفة، وسيدي أمحمد بن يحي الهواري، وسيدي أحمد بن يحي البوزيدي، والمرابط أبي القاسم بن الجيِّش، وعلي بن بر، وعبد الله بن الجيِّش، وعبد الله أبو عبد الله علي قاضي مدينة الجزائر، وسيدي محمد بن محمد عبد الرحمن بن سلمون، وعلي بن إبراهيم الأشطبي، والقاضي سيدي محمد، وأبي القاسم بن عبد الجبار الفجيجي،

## شيوخه
1- يحي بن يدير
2- أبى العباس أحمد بن زكرياء المغراوي.

## تلاميذه
1-ابن أخيه سالم بن محمد بن أبى بكر العصنوني.
2-أحمد الونشريسي.

## هجرته إلى توات
*** دخل إلى «توات» عام 875ه - 1470م، وتولى خطة القضاء بها ما يربو على ربع قرن، ولم يفارقها إلا سنة (914ه ـ 1508م)، ليتقلدها بعده ابن أخيه سالم ابن محمد، وهو (أي عبد الله العصنوني) الذي حصلت بينه وبين عبد الكريم المغيلي، المنازعة حول يهود «توات».
سبب هجرة العصنوني إلى «توات»: *** إلا أننا ما دمنا في ميادين الافتراضات، فلا مانع من أن نذكر بأن «تلمسان»، شهِدت أحداثا أخرى في ذلك العهد، من بينها اكتشاف ملكها المتوكل على مؤامرة الإحاطة بملكه، وكان من جملة المتهمين، الإمام أحمد الونشريسي الذي امتهن فصودرت أمواله وهدمت داره سنة 874هـ - 1469م، ولم ينج بنفسه إلا بمعجزة، (فقد التجأ إلى «فاس» وختم حياته بها) كان لهذه الحادثة في صفوف العلماء -ولا مانع من أن يكون القاضي العصنوني الذي هاجر من «تلمسان» سنة 875ه ـ 1470م، وهاجر معه أفراد أسرته

## مناصب تقلدها
تولى قضاء الجماعة التواتية بعد موت شيخه سيدي يحي بن يدير سنة 877هـ 1472م

## وفاته
توفي سنة 927ه -1520م.